# Ruth (Name)
Ruth ist ein überwiegend weiblicher Vorname und Familienname.

## Herkunft und Bedeutung

### Weiblicher Vorname
Für den hebräischen Personennamen רוּת rût gibt es verschiedene Herleitungsversuche. Johann Jakob Stamm leitet den Namen in Anlehnung an Hans Bruppacher ab von der Verbwurzel רוה rwh, deutsch ‚sich satt trinken‘ und übersetzt den Namen mit „Tränkung / Labung / Erquickung“. Diese Deutung wird auch im Gesenius vertreten. Es besteht auch die Möglichkeit, dass es sich bei Ruth um einen unbekannten moabitischen Frauennamen handelt.
Die beliebteste Deutung von רְעוּת rə‘ût, deutsch ‚Freundin / Begleiterin / Freundschaft‘ ist etymologisch problematisch.
Da die Personen- und Ortsnamen im Buch Rut als sprechende Namen gewählt sind, zieht Karl-Heinrich Ostmeyer unter Bezugnahme auf Am 1,13  eine Verbindung zu הָרֶה hāræ „schwanger“, Pl. cstr. הָרוֹת hārōt. Dreht man die Buchstaben der assoziierten Wurzel הָרוֹת hārōt um, entsteht das Palindrom תּוֹרָה tôrāh. Da die Bekehrung zur Tora ein zentrales Anliegen des Buchs Rut ist, spiegelt sich auch hier eine assoziative Bedeutung wider. Dabei betont er jedoch, dass es sich um eine theologische Deutung des Namens handelt, während die etymologische Bedeutung unbekannt bleibt.

### Männlicher Vorname
Beim männlichen Vornamen Ruth handelt es sich um eine limburgische Kurzform von Rutger.

## Verbreitung

### Weiblicher Vorname
In Deutschland erfreut sich der Name Ruth bereits seit dem 16. Jahrhundert großer Beliebtheit. Zu Beginn des 20. Jahrhunderts gewann er an Popularität. Im Jahr 1921 stieg er in die Hitliste der 20 beliebtesten Mädchennamen auf und erreichte sieben Jahre später erstmals die Top-10. Im Jahr 1932 erreichte er als höchste Platzierung Rang 7 der Vornamenscharts. In der zweiten Hälfte der 1930er Jahre brach die Beliebtheit stark ein, um nach Ende des Zweiten Weltkrieges noch einmal rasch zuzunehmen. Seit den 1950er Jahren sinkt die Popularität des Namens, in den 1970er Jahren geriet er außer Mode. Zuletzt befand sich der Name jedoch wieder im Aufwärtstrend. Im Jahr 2022 belegte er Rang 429 der Vornamenscharts.
In den USA zählte Ruth bereits im ausgehenden 19. Jahrhundert zu den beliebtesten Frauennamen. Von 1892 bis 1930 fand er sich in der Top-10 der Vornamenscharts. In den folgenden Jahrzehnten sank die Beliebtheit des Namens kontinuierlich, sodass er im Jahr 1962 die Hitliste der 100 beliebtesten Mädchennamen verließ. Seit der Name im Jahr 2006 mit Rang 365 einen Tiefpunkt erreichte, nimmt er wieder an Popularität zu. Im Jahr 2022 erreichte er Rang 179 der Vornamenscharts. Ein ähnliches Bild zeigt sich auch in Kanada.
In Neuseeland war der Name Ruth zwar bis in die zweite Hälfte des 20. Jahrhunderts hinein beliebt, jedoch konnte er nie die Top-30 erreichen. Im Jahr 1984 erreichte er seine letzte Platzierung unter den 100 beliebtesten Mädchennamen.
Ruth war in Irland bis in die 2000er Jahre hinein populär und belegte zuletzt im Jahr 2014 eine Platzierung in der Top-100 der Vornamenscharts.

## Varianten
- Deutsch: Rut
- Estnisch: Rutt
- Finnisch: Ruut
- Griechisch
  - LXX: Ρουθ Rūth
  - Josephus: Ῥούθη Rúthē
- Hebräisch: רוּת rût
- Isländisch: Rut
- Kirchenslawisch: Рꙋѳь Ruthi
- Lettisch: Ruta
- Litauisch: Rūta
- Polnisch: Ruta
- Portugiesisch: Rute
- Russisch: Руфь Ruf
- Schwedisch: Rut
- Slowakisch: Rút
- Spanisch: Rut
- Tschechisch: Rút

Für Varianten des männlichen Namens: siehe Rüdiger#Varianten

## Namenstage
- Der katholische Namenstag ist der 1. September.
- Evangelisch: 16. Juli im Kalender der Lutherischen Kirche - Missouri-Synode
- Orthodox: vorletzter Sonntag im Advent

## Namensträgerinnen (Vorname)
- Rut, die Moabiterin, im Alten Testament der Bibel; siehe Buch Rut
- Ruth Abramowitsch (1907–1974), deutsche Tänzerin und Choreografin
- Ruth Achlama (* 1945), deutsch-israelische Übersetzerin
- Ruth Adams (1914–2004), US-amerikanische Anglistin und Hochschullehrerin
- Ruth Adler Schnee (1923–2023), US-amerikanische Textildesignerin und Innenarchitektin
- Ruth Adolf (* 1943), schweizerische Skirennläuferin
- Ruth Altheim-Stiehl (1926–2023), deutsche Althistorikerin
- Ruth Andreas-Friedrich (1901–1977), Widerstandskämpferin gegen den Nationalsozialismus, Schriftstellerin und Journalistin
- Ruth Asawa (1926–2013), US-amerikanische Bildhauerin
- Ruth Beckmann (* 1925), deutsche Politikerin
- Ruth Berghaus (1927–1996), deutsche Choreografin, Opern- und Theaterregisseurin
- Ruth Beutler (1897–1959), deutsche Zoologin
- Ruth Bunkenburg (1922–2015), deutsche Schauspielerin, Schriftstellerin und Hörspielsprecherin
- Ruth Cameron (1947–2021), US-amerikanische Jazzsängerin und Musikproduzentin
- Ruth Clifford (1900–1998), US-amerikanische Schauspielerin
- Ruth Cohn (1912–2010), deutsch-jüdische Psycho- und Gesellschaftstherapeutin
- Ruth Dirx (1913–1994), deutsche Autorin
- Ruth Dreifuss (* 1940), Schweizer Politikerin
- Ruth Drexel (1930–2009), deutsche Schauspielerin
- Ruth Elder (1902–1977), US-amerikanische Flugpionierin und Schauspielerin
- Ruth Fischer (1895–1961), deutsch-österreichische Politikerin und Publizistin
- Ruth Flowers, bürgerlicher Name der britischen DJ Mamy Rock (1931–2014)
- Ruth Fuchs (1946–2023), deutsche Leichtathletin und Politikerin
- Ruth Gemmell (* 1967), britische Schauspielerin
- Ruth Bader Ginsburg (1933–2020), US-amerikanische Juristin und Beisitzende Richterin am Supreme Court der Vereinigten Staaten
- Ruth Grung (* 1959), norwegische Politikerin
- Ruth Hammerbacher (* 1953), deutsche Politikerin
- Ruth Handler (1916–2002), US-amerikanische Unternehmerin
- Ruth Herz (1943–2023), deutsche Richterin und Fernsehdarstellerin
- Ruth Hildebrand, schweizerische Skirennläuferin
- Ruth Jebet (* 1996), bahrainische Hindernis- und Langstreckenläuferin kenianischer Herkunft
- Ruth Kaps (* 1968), deutsche Ruderin
- Ruth Kark (* 1941), israelische Historikerin und Professorin für Geographie
- Ruth Kiener-Flamm (1914/24–2000), deutsche Künstlerin
- Ruth Kisch-Arndt (1898–1975), deutsch-US-amerikanische Konzertsängerin
- Ruth Klüger (1931–2020), US-amerikanische Schriftstellerin und Literaturwissenschaftlerin
- Ruth Klüger-Aliav (1910–1980), ukrainisch-israelische Zionistin und Geheimdienst-Agentin
- Ruth Maria Kubitschek (1931–2024), deutsche Schauspielerin
- Ruth Kurth, Pseudonym des Publizisten Peter Udelhoven (* 1944)
- Ruth Lange (1908–1994), deutsche Leichtathletin
- Ruth Lange (1915–2008), deutsche Opernsängerin
- Ruth Langer (1921–1999), österreichisch-britische Schwimmerin
- Ruth Leibnitz (1928–2011), deutsche Bildhauerin und Grafikerin
- Ruth Leuwerik (1924–2016), deutsche Filmschauspielerin
- Ruth Litzig (1914–1933), deutsche Langstreckenschwimmerin
- Ruth Loah (1933–2017), deutsche Sekretärin, Mitarbeiterin und Lebensgefährtin von Helmut Schmidt
- Ruth May (* 1967), britische Krankenschwester, Pflegedirektorin für England
- Ruth von Mayenburg (1907–1993), österreichische Publizistin, Schriftstellerin und Übersetzerin
- Ruth Megary (* 1923), deutsche Sängerin, Schauspielerin, Conférencière und Texterin
- Ruth Metzler (* 1964), Schweizer Bundesrätin (CVP)
- Ruth Michaelis-Jena (1905–1989), deutsch-britische Schriftstellerin und Übersetzerin
- Ruth Mönch (1926–2000), deutsche Schauspielerin, Sängerin und Moderatorin
- Ruth von Mosbach-Lindenfels, um das Ende des 14. Jahrhunderts Äbtissin des Klosters Himmelkron
- Ruth Moschner (* 1976), deutsche Fernsehmoderatorin
- Ruth Moufang (1905–1977), deutsche Mathematikerin
- Ruth Müller-Landauer (1929–2023), deutsche Tanzlehrerin
- Ruth Nussbaum (1911–2010), deutsch-amerikanische Publizistin, Übersetzerin und Rebbetzin
- Ruth Olay (1924–2021), US-amerikanische Jazzsängerin
- Ruth Ospelt (* 1959), liechtensteinische Sportfunktionärin
- Ruth Ozeki (* 1965), amerikanisch-kanadische Autorin, Filmemacherin und Zen-Priesterin
- Ruth Petitjean-Plattner (* 1949), Schweizer Kinderbuchautorin
- Ruth Picardie (1964–1997), britische Journalistin
- Ruth Plumly Thompson (1891–1976), US-amerikanische Kinderbuchautorin
- Ruth Prawer Jhabvala (1927–2013), britische Schriftstellerin und Drehbuchautorin
- Ruth Reese (1921–1990), US-amerikanisch-norwegische Sängerin, Schriftstellerin und Aktivistin
- Ruth Rehmann (1922–2016), deutsche Schriftstellerin
- Ruth Rendell (1930–2015), britische Krimi-Autorin
- Ruth Maria Renner (* 1980), deutsch-rumänische Musikerin und Komponistin, siehe Miss Platnum
- Rut Rex-Viehöver (* 1931), deutsche Sängerin und Schauspielerin
- Ruth Rosenfeld (1920–1991), deutsch-US-amerikanische Schriftstellerin
- Ruth Ryste (1932–2023), norwegische Politikerin
- Ruth Schaumann (1899–1975), deutsche Lyrikerin, Dichterin, Bildhauerin und Zeichnerin
- Ruth Schönthal (1924–2006), deutsch-amerikanische Komponistin
- Ruth Slenczka (* 1963), deutsche Kunsthistorikerin und Museumsleiterin
- Ruth Roberta de Souza (1932–2021), brasilianische Basketballspielerin
- Rut Speer (1936–2019), deutsche Journalistin und Fernsehmoderatorin
- Ruth Stephan (1926–1975), deutsche Schauspielerin und Kabarettistin
- Ruth Stöbling (1938–2024), deutsche Übersetzerin und Dolmetscherin
- Ruth Westheimer (1928–2024), deutsch-amerikanische Sexualtherapeutin und Sachbuchautorin
- Ruth Zechlin (1926–2007), deutsche Musikerin, Komponistin
- Ruth Ziesak (* 1963), deutsche Opern- und Liedsängerin

## Namensträger Familienname
- Andreas Ruth (* 1970), deutscher Leichtathlet
- Babe Ruth (1895–1948), US-amerikanischer Baseballspieler
- Earl B. Ruth (1916–1989), US-amerikanischer Politiker
- Elizabeth Ruth, US-amerikanische Forschungspilotin
- Elsa Lüthi-Ruth (1909–2005), Schweizer Krankenschwester
- Emil Ruth (1809–1869), deutscher Romanist und Italianist
- Friedrich Ruth (1927–2016), deutscher Diplomat
- Gregory Ruth (* 1939), US-amerikanischer Ringer
- Heinrich Ruth (1815–1882), deutscher Kommunalpolitiker, MdL Kurhessen
- Isabel Ruth (* 1940), portugiesische Schauspielerin
- Janna Ruth (* 1986), deutsche Autorin und Übersetzerin
- Johann Conrad Ruth (1833–1908), Bürgermeister, Mitglied des Provinziallandtages der Provinz Hessen-Nassau
- Johann Peter Ruth (1769–1845), deutscher Jurist, MdL Kurhessen
- Karl Ruth (1907–1937), deutscher Widerstandskämpfer
- Lewis Ruth (1889–1941), deutscher Musiker und Bandleader
- Lona Ruth (1894–1947), Schauspielerin, Drehbuchautorin, Regisseurin und Produzentin im deutschen Stummfilm
- Mac Ruth (* 1967), US-amerikanischer Tonmischer
- Maximilian Ruth (Jurist) (um 1802–1873), deutscher Jurist
- Maximilian Ruth (Leichtathlet) (* 1994), deutscher Leichtathlet
- Michael Ruth (* 2002), schottischer Fußballspieler
- Nancy Ruth (Sängerin) (* 1966), kanadisch-spanische Jazzmusikerin
- Nancy Ruth (Politikerin) (* 1942), kanadische Politikerin
- Robert Ruth (1936–2018), amerikanischer Schauspieler
- Roy Del Ruth (1893–1961), US-amerikanischer Filmregisseur
- Rudolf Ruth (1888–1942), deutscher Jurist, Rechtshistoriker und Hochschullehrer
- Thomas Del Ruth (* 1942), US-amerikanischer Kameramann
- Volker Ruth (1932–2009), deutscher Metallphysiker